# Skala w modelarstwie
Skala w modelarstwie określa stosunek pomniejszenia wymiarów modelu do oryginalnego obiektu, zapisywany zwykle w postaci ułamka. Dawniej nazywana była też podziałką.

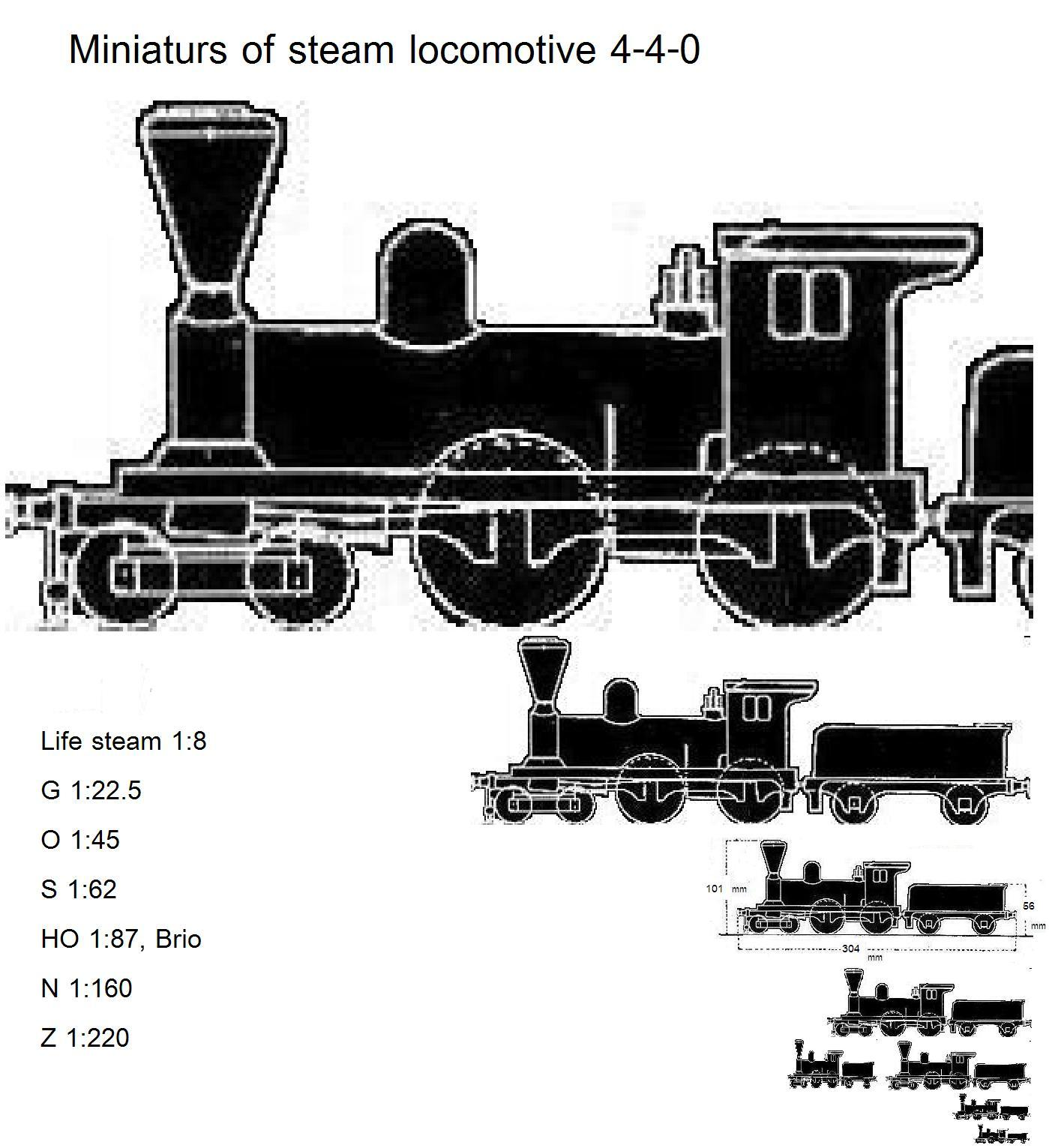
1:8, 1:24(G), 1:48(O), 1:64(S),1:87(HO), Brio, 1:160(N), 1:220(Z)

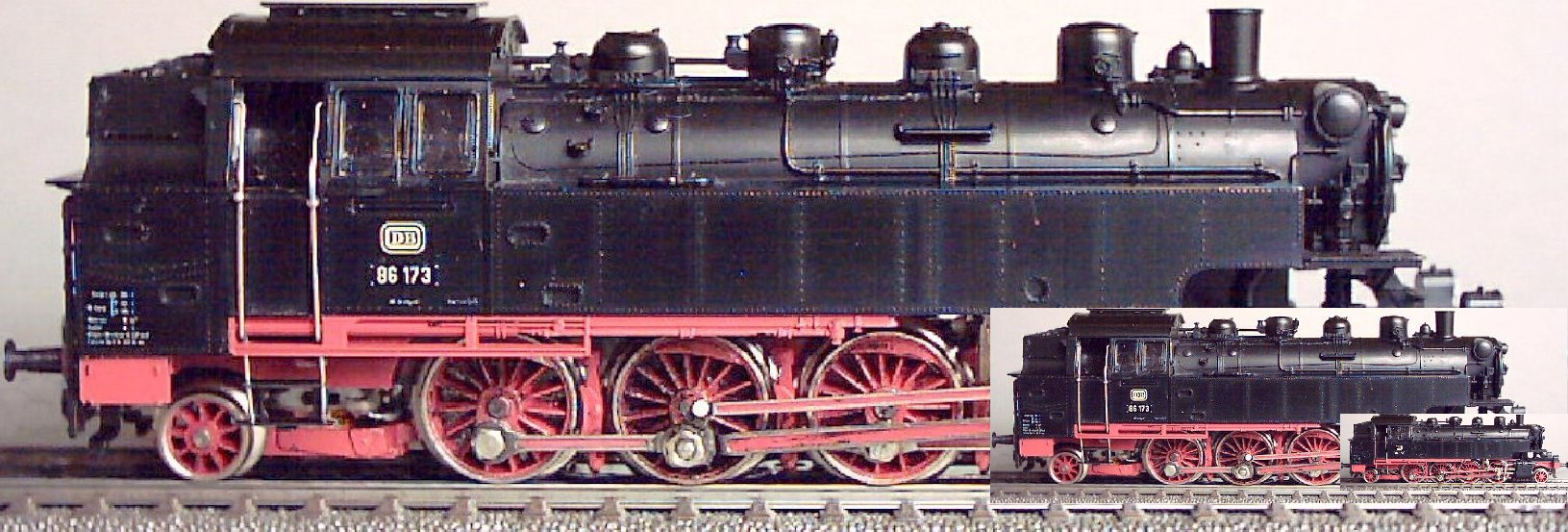
Porównanie modeli kolejowych w wielkościach: I, H0, Z

Najpopularniejsze skale w modelarstwie redukcyjnym:
- modelarstwo lotnicze
  - 1/24, 1/32, 1/35, 1/48, 1/72, 1/144
  - (karton): 1/33
- modele lądowe
  - pojazdy bojowe: 1/16, 1/25, 1/35, 1/48, 1/72, 1/76, 1/87
  - pojazdy bojowe (karton): 1/25, 1/35
  - pojazdy cywilne: 1/16, 1/18, 1/24, 1/25, 1/43
  - modelarstwo kolejowe: 1/220 (Z), 1/160 (N), 1/120 (TT), 1/87 (H0), 1/76 (00), 1/45 lub 1:43,5 (0), 1/32 (I)
  - figurki: 1/6, 1/9, 1/16, 1/32, 1/35, 1/48, 1/72
- modelarstwo okrętowe
  - 1/100, 1/200, 1/300, 1/350, 1/400, 1/500, 1/600, 1/700, 1/720

Z powyższych skal, zdecydowana większość zestawów modeli do sklejania produkowana jest w skalach 1/72 i 1/48 (lotnicze), 1/72, 1/48 i 1/35 (sprzęt bojowy), 1/25 i 1/24 (samochody) i 1/87 (kolejnictwo). Wśród modeli okrętów istnieje największa różnorodność skal, ale najpopularniejszymi są 1/350, 1/400 i 1/700. Oprócz wymienionych najpopularniejszych skal, produkowane są także zestawy modeli do sklejania i drukowane modele kartonowe w różnych innych skalach. W modelarstwie figurkowym bardziej powszechne jest podawanie rozmiaru: 28mm, 54mm, 75mm, 90mm, 120mm, 150mm, 200mm. W przypadku modeli budowanych samodzielnie od podstaw, wybór skali ograniczony jest jedynie inwencją modelarza, ewentualnie ilością miejsca do ekspozycji modelu w przypadku modeli w bardzo dużej skali. Skala 1/100 jest często oznaczana wielkością H0/TT.
W modelarstwie kolejowym skale określa się zamiennie wielkościami określane skrótami literowymi. Główne z nich to Z (1/220), N (1/160), TT (1/120), H0 (1/87), S (1:64), 0 (1/45 lub 1:43,5), I (1:32).